# الحقيقة حول الكحول
الحقيقة حول الكحول هو برنامج وثائقي من إنتاج هيئة الإذاعة البريطانية (BBC) بي بي سي، يكشف الحقيقة وراء المعتقدات الشائعة حول الكحول. تم ذلك بعد أن خفضت المملكة المتحدة الكمية الموصى بها من الكحول للرجال لتتناسب مع النساء في ما يعادل حوالي 7 مكاييل من البيرة على مدار الإسبوع. ويتبع الدكتور جاويد عبد المنعم وهو يستكشف آثار الكحول على الجسم. كان الغرض من البرنامج الوثائقي لإعلام الناس عن واقع الكحول وآثاره على الجسم.فضلا عن الإجابة على الأسئلة حول لماذا بعض الناس هم أكثر حساسية للكحول، وعلاجات الإفراط في الشرب، وفوائد النبيذ الأحمر، والشرب على معدة فارغة، وآثار الشراب الليلي على النوم وغيرها من الأسئلة الشائعة.

## كيف يؤثر الكحول على الجسم
وفقا للبرنامج الوثائقي، فالكحول يؤثر على العديد من الجوانب المختلفة.و تشمل : الخدر الألم وفقدان السيطرة على النفس.أظهر البرنامج الوثائقي هذا مع لعبة ضرب الأزرار المضاءة حيث تبين كيف الكحول يمنع الناس من وقف أنفسهم.كما أنه يمنع الناس من تعدد المهام.بالإضافة إلى ذلك، فإنه يضعف قدرة تنسيق الناس بين اليد والعين و التوازن والنبوة(استقبال الحس العميق) .واحدة من الأساطير الأولى التي يجب معالجتها هي أن الكحول يجعلك أكثر دفئا.و الحقيقة هي أن الكحول يعطي الوهم لجعل الناس أكثر دفئا لأنه يدفع الدم إلى الجلد. و هذا يسمح لمزيد من الدم أن يأتي أكثر في اتصال مع الهواء المحيط البارد، مما يجعل الجسم يفقد الحرارة.
بالإضافة إلى ذلك، تم إجراء دراسة أخرى في البرنامج الوثائقي تثبت أن الكحول يخدع الناس لتناول المزيد من الطعام.و يرجع ذلك جزئيا إلى أن الكحول يمنع الناس من تناول الطعام عندما يريدون.تعتبر السعرات الحرارية في الكحول «سعرات حرارية فارغة» لأنها لا تلبي ووثقا لأبحاثهم، فإنه يجعل الناس أكثر جوعا وتستهلك المزيد من السعرات الحرارية. لإظهار تمثسل أصغر نطاقا للبحث، أجروا تجربة مع لاعبي كرة القدم الجامعية.تم إعطاء مجموعة واحدة من البيرة غير الكحولية والبيرة العادية للمجموعة الأخرى.قاموا بقياس عدد الوجبات الخفيفة التي تناولها كلتا المجموعتين ووجدوا أن المجموعة التي تحتوي على الكحول العادي أكلت 11% سعرات حرارية أكثر.

## لماذا يثمل بعض الناس بسرعة أكبر من الأخرين ؟
يتم تحديد ذلك من خلال فحص تركيز الكحول في الدم. الماء الموجود في الجسم يخفف من الكحول والحد من آثاره. لذا كلما زاد الماء في جسم الفرد، كلما قل درجة الثمالة. لأن العضلات تحمل الماء بشكل أكبر من الدهون، والناس الذين لديهم عضلات أكثر هم أقل حساسية للكحول.

## علاجات الإفراط في الشرب
و إلى جانب شرب المياه لمنع الجفاف، تم استكشاف حلول أخرى ممكنة في البرنامج الوثائقي.ولكن ايا من الحلول الممكنة التي تم اختبارها في التجربة لم يقدم إجابة قاطعة.اختبر العلماء مجموعات مختلفة من الناس للتأكد من أنهم جميعا وصلو إلى نفس المستوى من نسبة الكحول في دمائهم.و قيل للمجموعات إما أن تأخذ حبوب زيت البوراج، أو أن تأكل «القلي» في صباح اليوم التالي، أو أن لا تفعل شيئا للمساعدة في الإفراط في الشرب.النتائج لم تسفر عن نتائج نهائية لذلك تركت كسؤال لم يتم الرد عليه بعد.
على الرغم من أن العديد من الثقافات لديها علاجاتها الخاصة، إلا أن العلماء لا يزالون يحاولون معرفة أي منها يعمل حقا.و تبين إحدى الدراسات أن استخدام الأيفيدرين في شكل مسحوق وفيتامين B6 و الفحم النباتي وجد أن تكون فعالة في علاج أعراض الكحول.

## لماذا النبيذ الاحمر أفضل بالنسبة لنا من النبيذ الأبيض ؟
يحتوي النبيذ الأحمر على البوليفينول أكثر من النبيذ الأبيض.البوليفينول في النبيذ الأحمر تساعد على توسيع الأوعية الدموية، وانخفاض ضغط الدم.كلما كان أكثر قتامة كلما كانت الفوائد الصحية أفضل.و ذكروا أيضا أنه على الرغم من النبيذ الأحمر هو أفضل بالنسبة لك، إلا أنه هنالك أطعمة أخرى التي يمكن أن توفر لك نفس الفوائد الصحية.و تشمل هذة الأطعمة : 24 غراما من الجوز أو 25 غراما من 75% من شوكولاتة الداكنة.

## إذا كان تناول الطعام أثناء الشرب يساعد على تحمل الكحول
بطانة المعدة تساعد في تحمل الكحول.و اوضح الدكتور جاويد عبد المنعم أن المعدة تقوم قليلا بنفس العمل الذي يقوم به الكبد عند معالجة الكحول لذلك فإن الطعام في المعدة سيبقي الكحول في المعدة لفترة أطول مما يسمح للمعدة والكبد بمشاركة العمل.

## الشراب الليلي وعلاقته بالنوم
وفقا للبحث المذكور في البرنامج الوثائقي، يساعد الشراب الليلي الناس على النوم بشكل أسرع وتؤدي إلى نوم أعمق في النصف الأول من الليل. ومع ذلك، يمكن أن يؤدي إلى مزيد من النوم المتقطع للنصف الثاني من الليل. لذلك، فإنه يؤدي إلى انخفاض نوعية النوم.

## مفاهيم خاطئة إضافية
كثير من الناس يعتقدون الكحول هو منبه، البيرة يجعل الناس في حالة سكرأقل، الإفراط في الشرب تزداد سوءا مع التقدم في السن، وأن النساء تصبحن أسوأ من الرجال الإفراط في الشرب. ادعى هذا الفيلم أنه في الواقع لا شيء من هذه الأشياء صحيحة.

## لماذا تغير الحد الإسبوعي الموصى به في المملكة المتحدة للرجال ؟
تغيرت الحدود من 21 إلى 14 وحدة من الكحول في الأسبوع موزعة على مدار الأسبوع للرجال في المملكة المتحدة. هذا يعادل حوالي 7 مكاييل من البيرة. أحد الأسباب الرئيسية للتغيير في الحد الموصى به هو مقدار السرطان المرتبط باستهلاك الكحول. عرفت المملكة المتحدة بالفعل عن الأضرار الأخرى للكحول على الصحة مثل تليف الكبد والسكتة الدماغية وارتفاع ضغط الدم ولكن القلق الجديد الذي أثاره البحث الجديد الذي يربط بين السرطان والكحول. تم حساب الحد الجديد للحفاظ على خطر الإصابة بالسرطان الناجم عن الكحول منخفضة.

## الطاقم
المدير كان (ديفيد بريغز) وكان المنتجون سام أنتوني، ديفيد بريغز، وفيليب سميث.